# Günzer See
Der Günzer See ist ein flacher See in der Gemeinde Altenpleen im Landkreis Vorpommern-Rügen. Er liegt 1,6 Kilometer von der Boddenküste entfernt im Küstenstreifen vor dem Grabow inmitten einer moorigen Schilfwiese an der L213 von Günz nach Buschenhagen (Gemeinde Neu Bartelshagen). Im  südlichen Teil des Sees gibt es eine Insel von 0,7 Hektar. Der See hat eine Nord-Süd-Ausdehnung von etwa 570 Metern und eine West-Ost-Ausdehnung von etwa 300 Metern. An seiner Ostseite steht nah der Chaussee ein vom Kranichzentrum Groß Mohrdorf betriebener Beobachtungsstand („Utkiek“) auf Stelzen. Der See und die umgebenden Wiesen sind ein beliebtes Vogelrastgebiet. Neben diversen Wasservögeln finden sich u. a. Brachvögel und Kraniche ein. Die Kraniche werden angefüttert und können daher aus ungewöhnlicher Nähe beobachtet und fotografiert werden. In der Kernzeit des Kranichzuges wird der Utkiek durch Freiwillige vom Kranichschutz Deutschland betreut.